# Nifoxipam
Nifoxipam (também conhecido como 3-hidroxidesmetilflunitrazepam e DP 370) é um benzodiazepínico. É um metabólito do flunitrazepam e nunca foi comercializado para usos médicos, mas foi vendido online como droga sintética.
O nifoxipam produz fortes efeitos tranquilizantes e prolongadores do sono. Em ratos, sua toxicidade é muito menor em comparação com o lormetazepam e o flunitrazepam.